# St Margaret's at Cliffe
St Margaret's at Cliffe är en ort och civil parish i grevskapet Kent i sydöstra England. Orten ligger i distriktet Dover, cirka 5 kilometer nordost om Dover och cirka 8 kilometer sydväst om Deal. Tätorten (built-up area) hade 2 401 invånare vid folkräkningen år 2021.